# Iglesia de San Froilán (Lugo)
La iglesia de San Froilán es un templo católico situado en el casco histórico de la ciudad gallega de Lugo (España). Está dedicada al patrón de la ciudad.

## Historia
Originalmente formaba parte del antiguo Hospital de San Bartolomé o de San Juan de Dios, fundado en 1621 por el obispo de Lugo Alonso López Gallo. Prestaba asistencia a enfermos y a los peregrinos que llegaban a la ciudad en su camino hacia Santiago de Compostela. La iglesia actual fue levantada a mediados del siglo XVIII con el apoyo del obispo Francisco Izquierdo Tavira, y desde entonces ha sufrido pocos cambios.
En 1857 el hospital sufrió un incendio que afectó a parte de las instalaciones. Aunque sus daños no fueron grandes, el costo de reparar una construcción de su antigüedad propició que el Ayuntamiento de la ciudad ordenará su derribo en 1877. La iglesia del conjunto pasó así a convertirse en parroquia de San Froilán, aunque la escultura que preside la fachada del templo sigue representando a san Bartolomé. Actualmente se encuentra adosado a la iglesia el colegio de la Milagrosa, antes Escuela de Niñas Pobres, a cargo desde 1900 de las Hijas de la Caridad de San Vicente de Paúl.